# Jordan Bardella
Jordan Bardella, född 13 september 1995 i Drancy i Seine-Saint-Denis, är en fransk politiker, som 2022 blev ordförande för partiet Nationell samling.
Jordan Bardella växte upp i Drancy som enda barn i en familj med italienskt ursprung. Mammans familj invandrade till Frankrike från Turin på 1960-talet. Han studerade geografi på Université Paris-Sorbonne, men avslutade studierna tidigt med en Diplôme d'études universitaires générales-examen för att arbeta med politik.
Han blev 2012, vid 16 års ålder, medlem i Nationell samling. Han blev 2014 partiets sekreterare i dess avdelning i Seine-Saint-Denis, och blev då partiets dittills yngste funktionär.
Bardella ställde upp, men förlorade i parlamentsvalet i Frankrike 2015. I regionvalet samma år valdes han dock in i Île-de-Frances regionförsamling.
År 2017  kandiderade han i valet till nationalförsamlingen, men slogs ut i första omgången. År 2019 valdes han till ledamot av Europaparlamentet som dess yngste ledamot. 
Han var talesperson för Nationell samling mellan 2017 och 2019, och partiets vice ordförande mellan 2019 och 2021. I november 2022 valdes han till ordförande för Nationell samling. 

## Privatliv
Bardella hade tidigare ett förhållande med Nolwenn Olivier mellan 2020 och 2024. Olivier är dotter till Marie-Caroline Le Pen, Marine Le Pens äldre syster och därmed dotterdotter till partiets grundare Jean-Marie Le Pen.